# Hadena zobira
Hadena zobira är en fjärilsart som beskrevs av William Schaus 1898. Hadena zobira ingår i släktet Hadena och familjen nattflyn. Inga underarter finns listade i Catalogue of Life.